# Killybegs
Killybegs (irl. Na Ceala Beaga) – miasto w Irlandii. Znajduje się na wybrzeżu hrabstwa Donegal, na północy zatoki Donegal, w pobliżu miasta Donegal. W porcie rybackim przebywa ponad 60 kutrów w każdej chwili. Miasto jest znane z powodu ryb na całej wyspie. Latem odbywa się tam festiwal połowów.
Killybegs rozsławiły również gobeliny, które przyozdabiają dubliński zamek i inne ważne zamki i miejsca na całym świecie.